# 파볼 데미트라
파볼 데미트라(슬로바키아어: Pavol Demitra, 슬로바키아어 발음: [ˈpaʋɔl ˈdemitra], 1974년 11월 29일~2011년 9월 7일)는 슬로바키아의 전 아이스하키 선수이다. 북아메리카의 프로 아이스하키 리그인 내셔널 하키 리그(NHL)에서 6번의 시즌을 뛰었으며, 체코슬로바키아 1부 리그(CFIHL)와 슬로바키아 엑스트라리가에서 2시즌, 러시아의 콘티넨탈 하키 리그(KHL)에서 1번의 시즌을 뛰었다. 생전 공격적인 선수로 잘 알려져 있으며, 포지션은 센터이다.
체코슬로바키아의 프로 아이스하키팀인 HC 두클라 트렌친에서 시즌 1번을 보낸 후 1993년에 1993 NHL 신인 드래프트에서 우선 순위 227위로 오타와 세너터스에 지명되었다. 데미트라는 세너터스에 입단하기 전에 세너터스의 리저브 팀인 아메리카 하키 리그의 PEI 세너터스에서 뛰기도 했다. 1996-1997 시즌, 데미트라는 오타와 세너터스를 떠나 1996년 11월에 세인트루이스 블루스에 입단하여 활약했다. 데미트라는 세인트루이스에서 성공적인 시간을 보냈으며, NHL 올스타 게임에 3번(1999, 2000, 2002) 출전했으며, 2000년에 레이디 빙 메모리얼 트로피를 받았고 세인트루이스 블루스의 선수로서 30골을 넣었다. 2004-2005 시즌에는 NHL를 떠나 다시 자신이 몸담았던 HC 두클라 트렌친으로 돌아와 한 시즌 동안 뛰었고, NHL에 복귀하여 로스앤젤레스 킹스와 자유 계약을 맺었다. 1시즌 후에는 미네소타 와일드로 이적하였으며, 그 팀에서 같은 슬로바키아인 윙어인 마리안 가보리크와 함께 활약했다. 2008년 7월, 데미트라는 밴쿠버 커넉스와 계약을 맺었다.
데미트라는 2년 동안 커넉스에서 활동했으며, 이후에 러시아의 프로 아이스하키 리그인 KHL의 로코모티프 야로슬라블에 입단하였으며, 2011년 11월 7일에 선수들과 코칭 스태프를 태운 비행기가 추락하여 그 사고로 사망할 때까지 그 팀의 선수로 활동했다. KHL에 있는 동안에는 54경기에 18골을 넣고 43번의 어시스트를 기록하였다.
데미트라는 체코슬로바키아와 슬로바키아 국가대표팀에서 활약했으며, 체코슬로바키아 주니어 국가대표로서 1992년 유럽 U-18 선수권 대회에서 금메달, 1993년 유럽 U-20 선수권 대회에서 동메달을 획득하였다. 이후 1993년에 조국 슬로바키아가 독립하자 슬로바키아 국가대표 선수가 되어 1996년부터 세계 선수권 대회에 6번 출전하여 2003년 대회에서 동메달을 획득했다. 데미트라는 1996년과 2004년에 열린 월드컵과 2002년, 2006년, 2010년 동계 올림픽에 참가했으며, 2006년, 2011년에는 국가대표팀 주장을 맡았다.
2011년 9월 7일 HC 디나모 민스크와의 콘티넨탈 하키 리그 개막전을 치르기 위해 Yak-42를 타고 이동하던 도중 벨라루스 민스크-1 공항에서 2km 떨어진 지점에서 항공 사고가 발생했으며, 데미트라를 포함한 탑승객 44명이 그 자리에서 사망하였다.

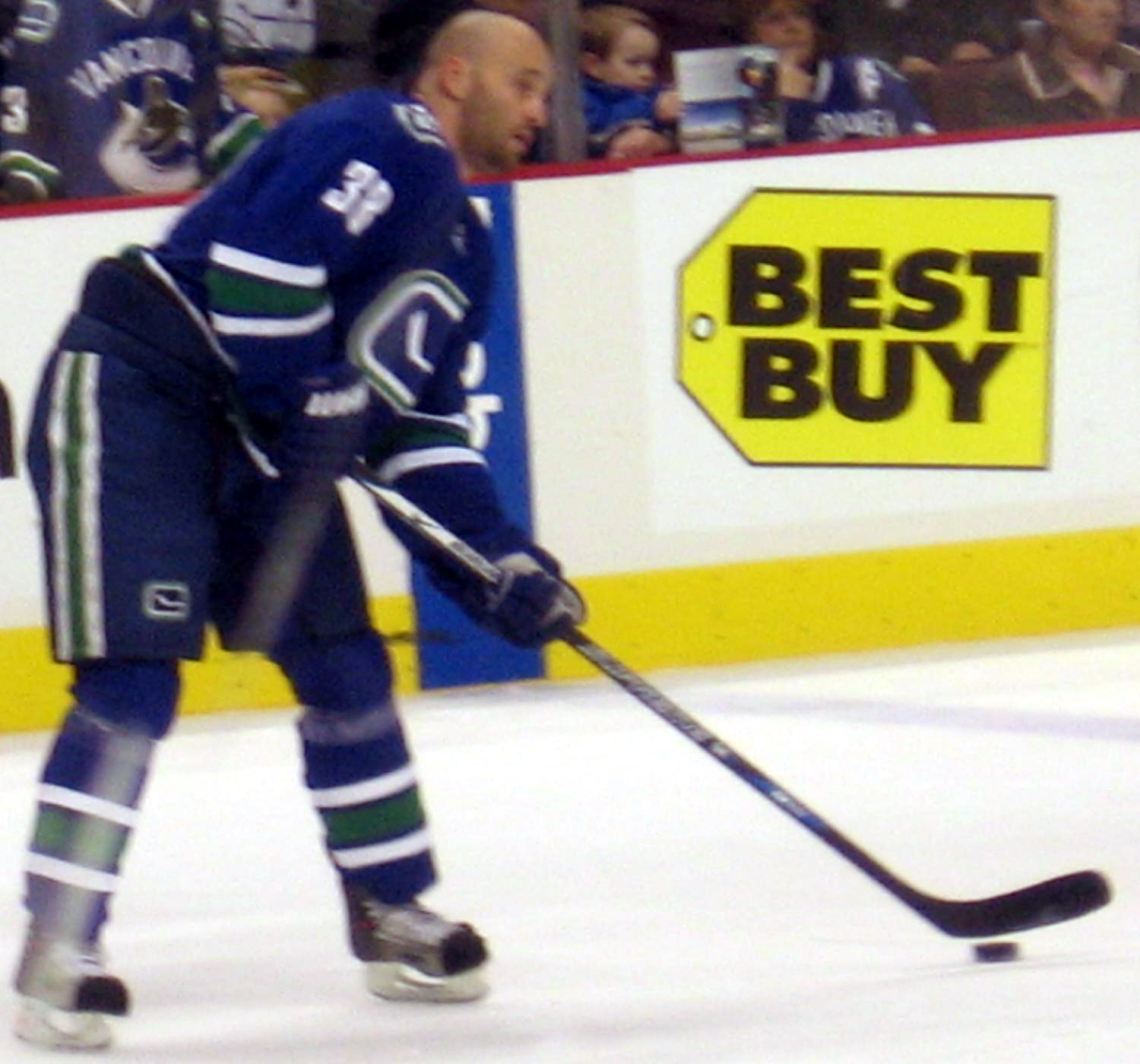
2009년 밴쿠버 커넉스 소속 시절의 데미트라

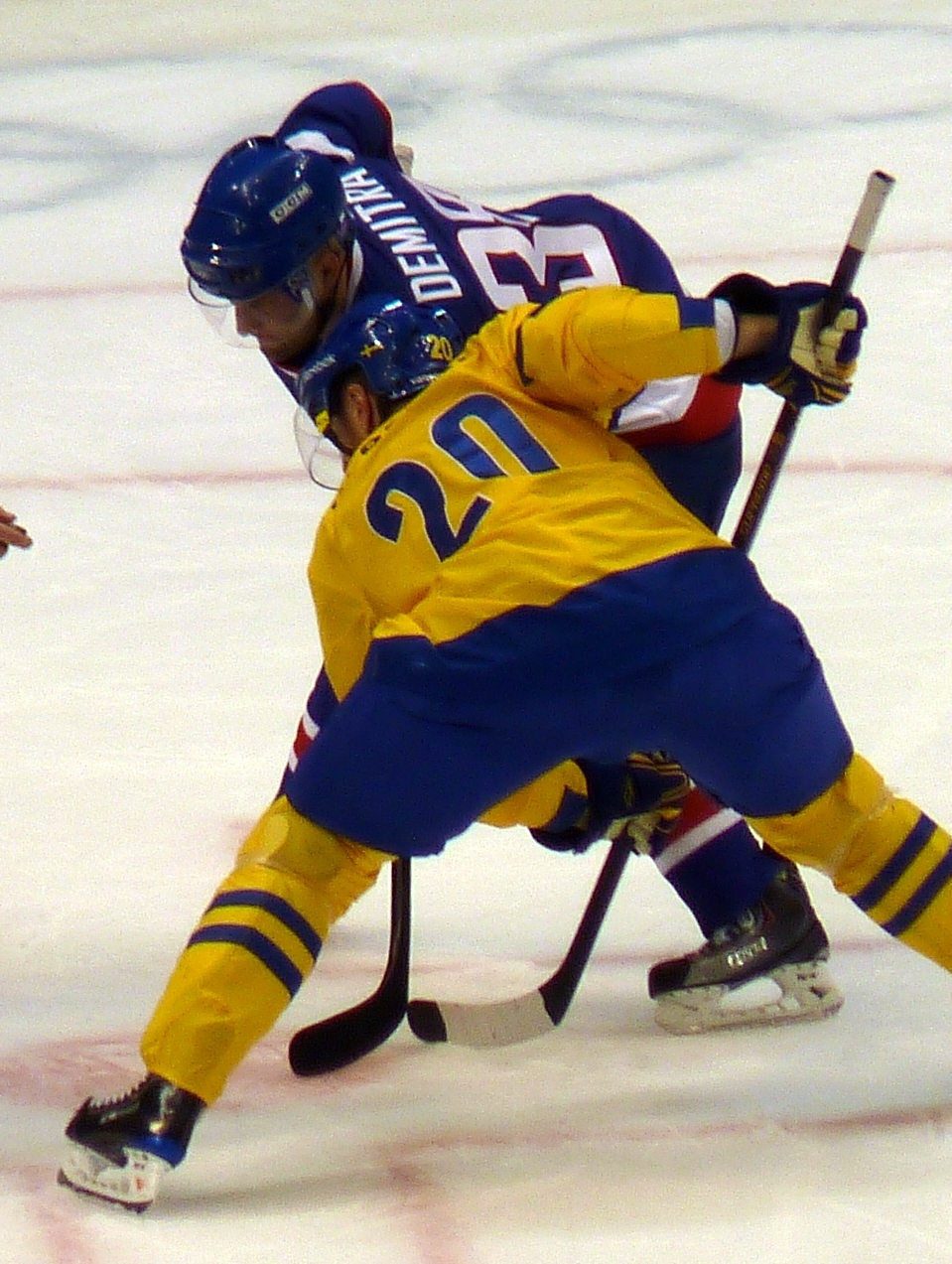
2010년 동계 올림픽 스웨덴전 당시 헨리크 세딘과 페이스 오프 중인 데미트라(파랑 유니폼)

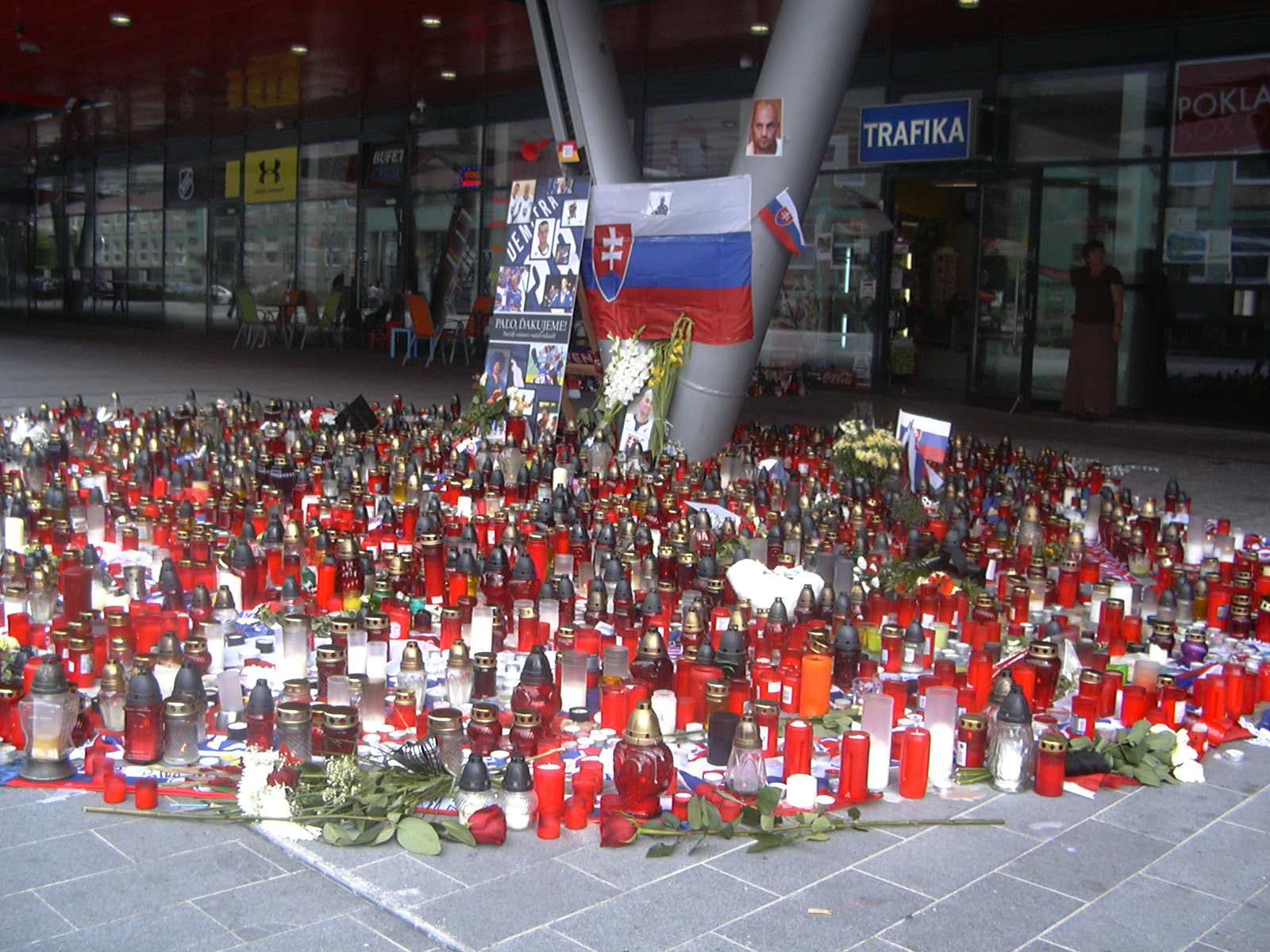
2011년 9월 로코모티프 야로슬라블 비행기 참사 직후 데미트라 추모 현장

## 같이 보기
- 로코모티프 야로슬라블 비행기 추락 사고